# وحشيات أولية
وحشيات أولية أو البهيميات الأولية(بالإنجليزية :Prototheria): يندرج تحت صنف الثدييات الأولية رتبة واحدة فقط وهي البيوضة وهي ثدييات تتكاثر بوضع البيض لا عن طريق الحمل والولادة وتتميز بمسلك وحيد يستعمل للإخراج والتناسل كما أن جماجمها تشبه جماجم الطيور إضافة للملمس الخارجي الناعم بسبب اكتسائها بالفراء , وهي تسمى أيضاً بالثدييات البيضية.
تفتقر الوحشيات الأولية إلى العظام الدمعية وشعر الأنف إلا أنها تشابه معظم الثدييات في أنها تمتلك قلبا رباعي الحجرات وعظمة سنية واحدة بينما تملك ثلاث عظام في الأذن الوسطى إضافة بطبيعة الحال لقدرتها على إفراز اللبن.
ليس لأنثى الوحشيات الأولية أثداء واضحة، ولكنها تملك غدداً لبنية يسيل منها الحليب على بطنها يلعقه الصغار، وينتمي لهذه المجموعة حيوانان فقط هما منقار البط وآكل النمل الشوكي، وهما موجودان في أستراليا فقط.
معظم الحيوانات في هذه المجموعة انقرضت. عرفت أعمارها من الحفريات ووضع البيض من العصر الطباشيري وحقب الحياة الحديثة، ويتم تمثيلهم اليوم من قبل خلد الماء والعديد من أنواع إيكيدنا.
التقسيم الثلاثي للثدييات الحية إلى أحاديات المسلك، جرابيات ومشيميات كان راسخًا بالفعل عندما اقترح توماس هكسلي الأسماء (Metatheria) الثدييات البعيدة و (Eutheria) وحشيات حقيقية لدمج المجموعتين الأخيرتين في عام 1880. في البداية تم التعامل مع الفئتين الفرعيتين، تم تصنيف (Metatheria) و (Eutheria) على أنهما الفئة الفرعية (Theria) وحشيات ، وفي المقترحات الأكثر حداثة، تم تخفيض رتبتها بشكل أكبر (إلى مجموعات أو حتى مجموعات كبيرة)، حيث أدت إعادة تقييم العلاقات بين الثدييات الحية والثدييات الأحفورية إلى تقليل رتبة (Theria) نفسها.